# Edward Goldsmith
Pour les articles homonymes, voir Goldsmith.
Pour les autres membres de la famille, voir Famille Goldschmidt.
Edward « Teddy » Goldsmith, né Edouard René David Goldsmith le 8 novembre 1928 dans le 16e arrondissement de Paris et mort près de Sienne en Italie le 21 août 2009, est un philosophe, écologiste, fondateur de la revue The Ecologist (1969) ainsi que de son édition française L'Écologiste (2000). Il est également cofondateur de l'association Survival International (1968) et de l'association Ecoropa (1975). Il est le frère du magnat James "Jimmy" Goldsmith et le père de Clio Goldsmith. 

## Biographie
Fondateur de The Ecologist, des Amis de la Terre et Ecoropa. Editeur du premier manifeste de l’écologie politique en 1972 : « Changer ou disparaître », Teddy Goldsmith fut particulièrement connu pour ses idées anti-industrielles, rurales et sa sympathie pour les peuples traditionnels et leurs systèmes de pensée. Dans le mouvement politique des Verts anglais, il est vu comme un romantique, qui regarde avec nostalgie le monde d'avant la révolution industrielle. 
Il fut récipiendaire du Right Livelihood Award en 1991, pour ses efforts de pionnier pour élever la prise de conscience des problèmes écologiques. Il a reçu la légion d'honneur à titre français, par décret du 12 juillet 1991.